# Caenopsylla assimulata
Caenopsylla assimulata är en loppart som först beskrevs av Weiss 1913.  Caenopsylla assimulata ingår i släktet Caenopsylla och familjen smågnagarloppor. Inga underarter finns listade i Catalogue of Life.